# Reinis Uzulnieks
Reinis Uzulnieks (ur. 28 lipca 1986 w Talsi) – łotewski polityk, od 2025 minister zabezpieczenia społecznego.

## Życiorys
Absolwent prawa na Łotewskiej Akademii Policyjnej (2009), w latach 2010–2012 odbył studia magisterskie z zarządzania przedsiębiorstwem w Biznesa augstskola „Turība”. Pracował jako kierownik do spraw marketingu, prawnik i dyrektor w przedsiębiorstwie. W 2012 wstąpił do Łotewskiego Związek Rolników. Był sekretarzem parlamentarnym w ministerstwie zabezpieczenia społecznego (2014–2016, 2023–2025) oraz doradcą ministra transportu (2016–2019).
W marcu 2025 objął urząd ministra zabezpieczenia społecznego w rządzie Eviki Siliņi.